# Загрос
Загро́с (курд. چیاکانی زاگرۆس, латиницей: Çiyakani Zagros; перс. زاگرس‎, латиницей: Kuh hā-ye Zāgros; тур. Zagros Dağları) — крупнейшая горная система современного Ирана. Некоторые отроги Загроса простираются также на территорию Ирака и юго-восточной Турции.

## География
Загрос (перс. Патак, Поштекух) располагается в юго-западной части Иранского нагорья, тянется на расстояние более чем 1500 км от провинции Курдистан у границы с Ираком до Ормузского пролива. Горная цепь пролегает параллельно течению Тигра и побережью Персидского залива, от которого они удалены на 50—100 км. Самая высокая вершина высотой до 4548 м (г. Зерд-Кух) расположена вблизи города Исфахан, южнее Шираза. Загрос в среднем на 1000 м ниже Зерд-Куха.

## Геология
В геологическом отношении Загрос относится к молодым складчатым горным системам, возникшим в миоцене , подобно Пиренеям, Альпам, Карпатам, Балканским горам и Эльбурсу, и входит в так называемый Средиземноморский складчатый пояс. К востоку этот горный пояс продолжается Гиндукушем, Каракорумом и Гималаями.

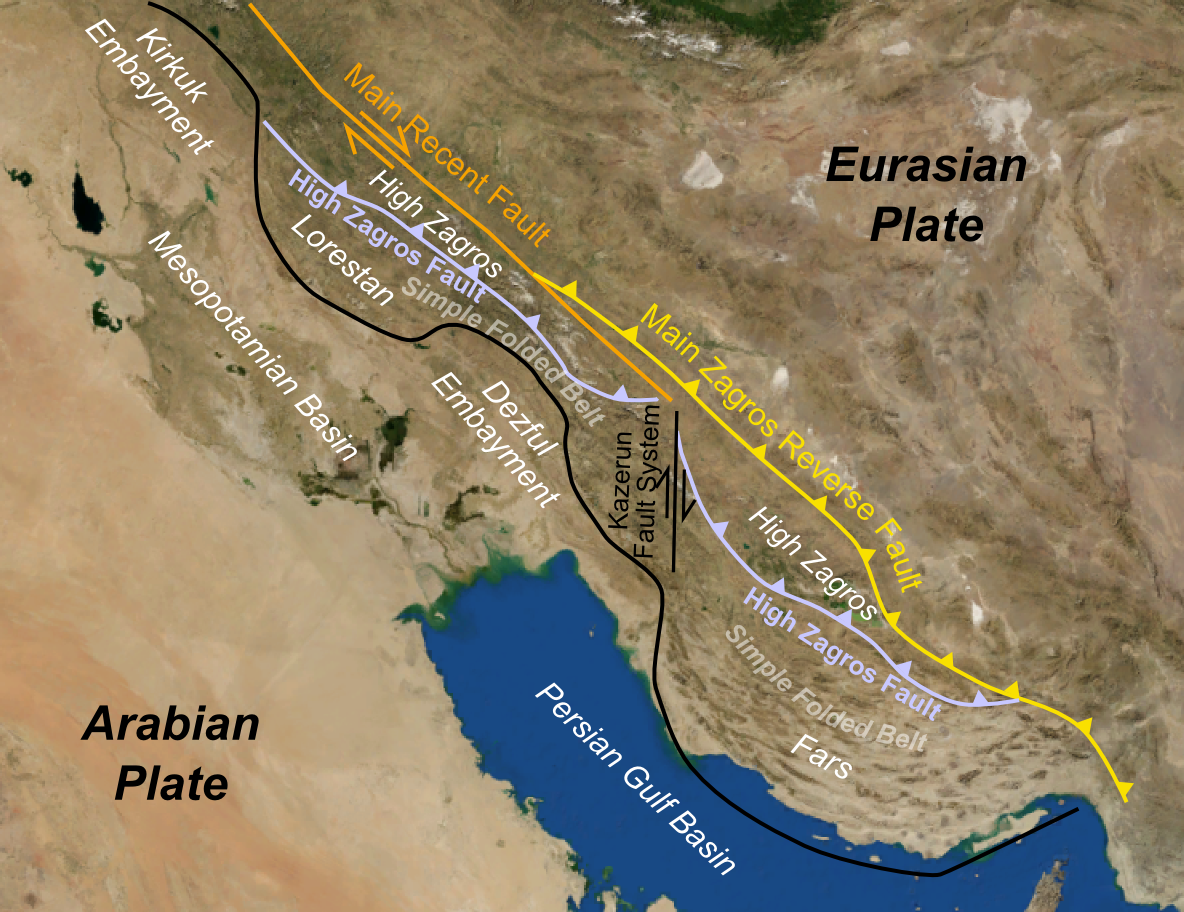
Структурные особенности складчатой системы Загроса
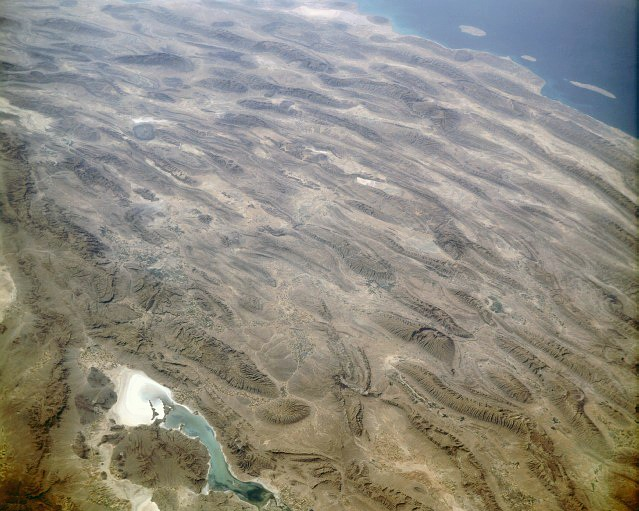
Загрос. Снимок из космоса
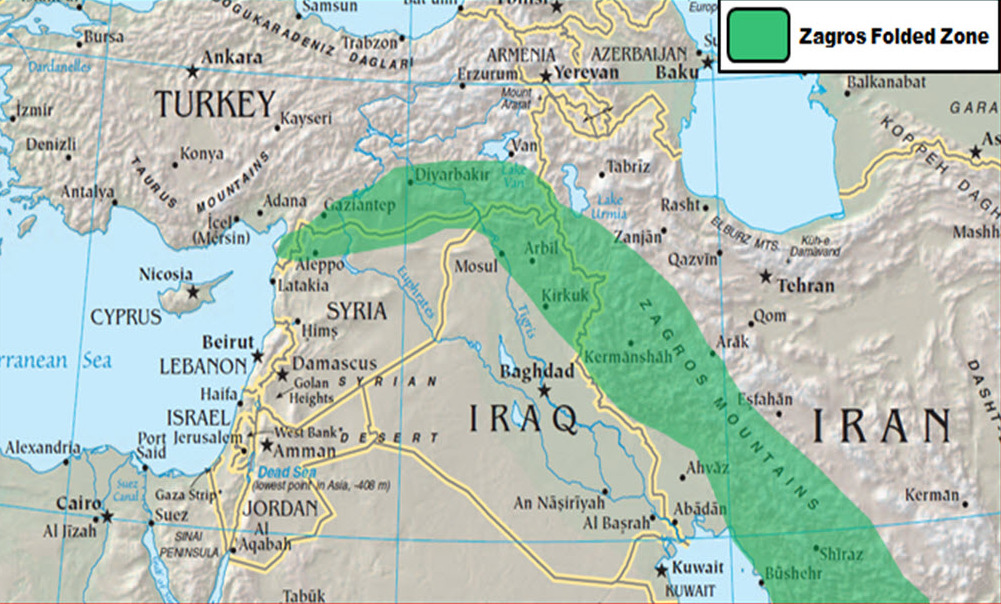
Загросская складчатая дислокация

## История
На территории Ирака находится пещера Шанидар, в которой были обнаружены останки неандертальцев.
Предполагается, что человеку впервые удалось приручить коз именно в Загросских горах. Помимо этого, область Загроса считается родиной племен, таких как гутии и луллубеи. В ассирийскую эпоху здесь располагалось королевство Намри.
Страбон утверждал, что Загрос отделяет Мидию от Вавилонии.

### Курды
Горы Загрос были заселены курдами на протяжении длительного времени и стали свидетелями развития курдской культуры и истории. Высокая высота гор Загрос создает ряд узких мест и долин, которые идеально подходят для сельского хозяйства и развития человека. В ходе ряда войн они служили естественным защитным барьером для проживавших там курдов.

## Население
В основном Загросские горы заселены курдами (север) и персами (юг). Между Ахвазом и Исфаханом живут луро-бахтиарские племена.
| Этническая группа | Население  | %    |
| ----------------- | ---------- | ---- |
| Курды             | 10 300 000 | 38%  |
| Персы             | 9 600 000  | 36%  |
| Луры              | 3 200 000  | 12%  |
| Азербайджанцы     | 2 700 000  | 10%  |
| Бахтиары          | 900 000    | 3%   |
| Кашкайцы          | 300 000    | 1%   |
| Всего             | 27 000 000 | 100% |

## Высотная поясность Загроса
Преобладают горно-пустынные ландшафты. В среднем поясе западной, наиболее увлажнённой части Загроса — леса и редколесья из дуба, вяза, клёна, акации, выше — альпийские луга и низкорослая кустарничковая растительность. Небольшие ледники. В межгорных котловинах — солончаки, озёра и оазисы (финиковая пальма, цитрусовые, виноград).